# Nadabius eremites
Nadabius eremites är en mångfotingart som beskrevs av Chamberlin 1944. Nadabius eremites ingår i släktet Nadabius och familjen stenkrypare. Inga underarter finns listade i Catalogue of Life.